# Traitement à réponse charnière
Le traitement à réponse charnière est une méthode de prise en charge de l'autisme. Les défenseurs de cette thérapie d'intervention soutiennent que le comportement dépend de compétences pivot — la motivation du comportement et la capacité de répondre à de multiples indices — et que le développement de ces compétences se traduira par des améliorations comportementales collatérales. En 2005, Richard Simpson, de l'Université du Kansas, a identifié la réponse au traitement à réponse charnière comme l'un des quatre traitements à base scientifique pour l'autisme.